# Jacques Almain
Jacques Almain vivió entre el siglo XV y el XVI y fue profesor de teología y derecho de la Sorbona. Hizo notables contribuciones al desarrollo de las teorías contractualistas del poder y del conciliarismo galicano. Escribe el “Tratado sobre la autoridad de la Iglesia y los concilios generales”.

## Obra: "Tratado sobre la autoridad de la Iglesia y los concilios generales”
La intención del tratado es “divulgar algo contra las doctrinas aduladoras del hermano Tommaso Vio”; esas “doctrinas aduladoras” que Jean Gerson había denunciado medio siglo antes. Almain invoca la autoridad de los santos concilios de Constanza y Basilea contra la doctrina “absolutista” de Vio.
Llega mucho más lejos que Gerson en sus consideraciones sobre el poder. El cambio radical reside en que Almain hace a la Iglesia poseedora de una auctoritas entregada a la congregatio directamente por Cristo (Capítulo II). El Papa queda reducido a mero minister de la auctoritas eclesial; porque no solo cardenales y obispos pueden asistir al concilio, sino toda la ecclesiae, convirtiendo el concilio en un auténtico ágora. Insiste en esto; en el Capítulo VII, siguiendo un razonamiento aristotélico, entiende que el resultado de la suma de todas las partes de la congregatio es superior a los propios sumandos. La construcción del poder se produce desde lo particular a lo general.
La autoridad del Concilio es infalible (Capítulo III). Y no se lo puede contradecir; el Papa, en calidad de minister, sólo posee una potestas otorgada por hombres y totalmente revocable. Cuando el Papa muere, su potestas vuelve a la auctoritas conciliar (Capítulo X). Esto es importante porque en estos últimos puntos su doctrina coincide plenamente con la de Nicolás de Cusa, Ockham o el herético Marsilio de Padua, que ya habían considerado al concilio como lo considera Almain; una reunión de fieles que son “sucesores de los Apóstoles” (Capítulo XI). Se entiende entonces que el poder coercitivo de la Iglesia queda plenamente subordinado al concilio.
Pero el aspecto más interesante de la doctrina de Almain no es tanto su radicalismo ni el “derecho de la espada” sino cómo justifica la deposición de un Papa por parte de un concilio. En el Capítulo XII afirma que “no estaría bien constituido un régimen puramente civil y natural si no pudiera deponerse al rey que siembra en él el desorden”. Recordando la idea de gobierno de Gerson (“comunidad ordenada hacia algún fin perfecto”) se puede deducir que la oposición por parte del soberano a la consecución de ese fin perfecto justifica su deposición. Se entiende que esto es algo legítimo, lógico, justo, razonable, aceptado, natural,… ¡natural! De nuevo Tomás de Aquino; ese Tomás de Aquino del que el propio Almain dice que “no es muy convincente”. Hay una ley natural que permite deponer a un soberano tiránico. Hay un derecho natural en cierta medida separado de las teorías de Santo Tomás. De tal suerte que, incluso el que niega la autoridad de Tomás de Aquino, no puede negar la existencia de esa ley natural inherente a todo hombre y régimen humano –derechos del hombre-, en pleno siglo XV.
Aceptado este presupuesto, establece un paralelismo entre el poder civil y el espiritual para extrapolar el caso de la deposición del soberano. La sociedad civil y la espiritual se rigen por leyes positivas acordes a las leyes naturales y divinas. Ambas son congregatio; el que vive en respeto a las leyes civiles es un buen ciudadano y el que vive respetando las leyes espirituales es buen fiel. El que las obvia incurre en tiranía en el caso civil y en herejía en el caso espiritual; es decir, subvierte el orden establecido porque no legitima al poder soberano ya que no respeta las leyes, que siempre son manifestación del susodicho. La tiranía y la herejía conducen a la condenación puesto que destruyen la legalidad instituida por Dios a través de las leyes naturales y divinas. Se entiende entonces que el concilio –los magistrados superiores de Gerson- no solo tiene el derecho sino la obligación de deponer a un Papa hereje, al igual que el ciudadano tiene el derecho y el deber de deponer a un tirano. “Es más, la comunidad no puede renunciar a la potestad de destituirle y matarle como miembro que corrompe todo el cuerpo” (Capítulo XII). 
Pero establecidas estas comparaciones con la sociedad civil, ¿qué impide que la reunión de los ciudadanos en asamblea no tenga potestad sobre el rey, particularmente si este es un tirano? La doctrina de Almain deja, en pleno siglo XV, la puerta abierta a un concepto que dará mucho que hablar a partir de 1789; soberanía.